# Scopula umbilicata
Scopula umbilicata är en fjärilsart som beskrevs av Fabricius 1794. Scopula umbilicata ingår i släktet Scopula och familjen mätare. Inga underarter finns listade.